# Distortion
Distortion (lett. vervorming) is een geluidseffect dat voornamelijk wordt gebruikt voor de elektrische gitaar en de elektrische basgitaar. Jon Lord liet het geluid van zijn Hammondorgel-B3 graag vervormd door een gitaarversterker weergeven. Vintage elektrische piano’s zoals Fender Rhodes en Wurlitzers worden vaak door licht overstuurde buizengitaarversterkers versterkt. Ook voor zang gebruikt men vaak overdrive en distortion om het stemgeluid te verrijken of om een radiostem na te bootsen. Het woord komt uit het Engels, maar omdat het een zeer bekend woord is onder gitaristen, wordt het tegenwoordig ook wel als een term beschouwd. Distortion wordt voornamelijk gebruikt door muzikanten uit de rock, punk en metal.

## Werking

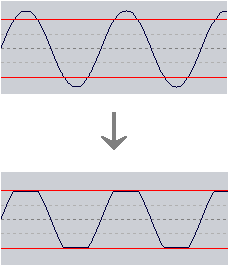
oversturing van een sinussignaal

Distortion wordt voornamelijk voortgebracht door een gitaarversterker of een Distortion/overdrive/Fuzz-pedaal. Door de versterking van zowel de voorversterker als de eindversterker iets hoger te zetten, wordt het geluidssignaal overstuurd, wat resulteert in een vervormde en 'scheurende' klank. Dit noemt men Distortion of Overdrive. De gitaarversterker produceert, als ze wordt overstuurd, een patroon van blokgolven in plaats van sinusvormige golven. Het oorspronkelijke signaal wordt zodanig versterkt dat de versterker gaat afkappen. Het uitgangssignaal is geen nauwkeurige kopie meer van het ingangssignaal. Waar dit bij gitaarversterkers analoge synthesizers, elektrische-piano’s en Hammond-orgels een geliefd effect is, wordt dit bij HIFI versterkers over het algemeen niet gewaardeerd.
Men onderscheidt:
- Overdrive, deels afgetopte sinus van de grondtoon, de boventonen worden nog niet afgetopt. zie oversturing
- Distortion, zwaar afgetopte sinus, waarbij de boventonen ook afgetopt worden.
- Fuzz, volkomen blokgolf van alle aangeboden geluidsgolven.

Het verschil tussen overdrive en distortion is overigens niet altijd duidelijk te onderscheiden en de termen worden ook vaak door elkaar gebruikt.
Afhankelijk van het type versterker wordt de ontstane golfvorm, het timbre van de versterker, bepaald. Een buizenversterker met uitgangstrafo geeft een heel ander signaal aan de luidsprekers af dan een versterker met een transistor of MOS-fet eindtrap. Als de golfvorm blokvormig is klinkt de toon harder en rauwer, dan wanneer de golfvorm sinusvormig is. De gitaar klinkt dan meer als een viool en in de hoge regionen als een fluit.
Distortion kan ook worden opgewekt door een effectpedaal, ook wel stomp box genoemd. Hier spreekt men van een apparaat, dat men met de voet aan en uit wordt geschakeld.
Waar het solidstate circuits betreft (meestal pedalen, solidstate is een verzamelnaam voor transistor, FET en OpAmp techniek en wordt afgezet tegen elektronenbuizen-techniek) betreft wordt vaak het onderscheid gelegd bij de manier van oversturen en wordt gesproken over “transistor clipping”, “hard clipping” en “soft clipping”. Bij transistor-clipping overschrijdt de versterkingsfactor de voedingsspanning van een transistor waardoor een geluid ontstaat wat met Fuzz geassocieerd wordt. In sommige fuzz pedalen is een tone-circuit (feitelijk een hoog-af filter) ingebouwd om de scherpste randjes van het signaal af te filteren. Bij Hard-clipping wordt het signaal voorversterkt waarna het output signaal van deze voorversterkingstrap door twee of meer clipping-diodes wordt afgetopt. Bekende hard-clipping pedalen zijn de "Boss DS-1", de "Pro Co RAT" en de "MXR Distortion+" die alle drie in 1977 op de markt kwamen. Hoewel hard clipping vooral met distortion wordt geassocieerd is dit ook de techniek van de Klon Centaur die algemeen met transparante overdrive wordt geassocieerd. Bij softclipping wordt het signaal in een opampcircuit versterkt waarbij clipping-diodes in het feedbackcircuit zijn verwerkt waardoor het afgetopte signaal met het originele signaal wordt gemixt wat over het algemeen in een transparantere klank resulteert. Bekende voorbeelden van soft-clipping zijn de Ibanez Tube Screamer en de Boss SD-1 Super-Overdrive. Wanneer er een even aantal clippingdiodes wordt gebruikt spreekt men van symmetrisch clippen. Bij een oneven aantal diodes spreekt men van asymmetrisch clippen.
Vaak worden oversturingspedalen voor een gitaarversterker geschakeld die al op het randje van oversturing is ingesteld zodat het oversturingspedaal de versterker in oversturing boost en beide oversturingseigenschappen elkaar klankmatig aanvullen.
Er bestaan ook overdrive/distortion pedalen met daarin voorversterkerbuizen. Deze zijn technisch te onderscheiden in twee types. Pedalen met één buis waarin een solidstate circuit de basisvervorming levert waarna een elektronenbuis kleur aan die vervorming geeft. Ook zijn er pedalen met meerdere buizen die volledige buizenvervorming leveren. Ook zijn buizenpedalen te onderscheiden in “starved plate” en “high-voltage”-techniek. Bij starved plate Werken de buizen op 12, 18, of 24 volt. Dit heeft als voordeel dat ze met normale gelijkspanningsadapters gevoed kunnen worden maar de kwaliteit  van de klank is voor het getrainde oor duidelijk minder goed. Bij high voltage ligt die spanning tussen de 250 en 500 volt. Dit zijn de spanningen waarvoor de buis is ontworpen en de klank van high voltage wordt over het algemeen meer gewaardeerd en komt dichter bij de klank van een overstuurde buizenversterker.

## Oorsprong
In de begindagen van de elektrische gitaar werd vervorming als een gebrek in het ontwerp van een versterker beschouwd. De meeste versterkers waren dus ontworpen om clean te blijven klinken.
Op de track How many more years van Howlin' Wolf uit 1951 is het oudste voorbeeld van een overstuurde gitaarversterker te horen. De gitarist zette zijn versterker, een tweed Fender Deluxe zeer hard om dit te bereiken.
In 1960 nam Marty Robbins Don’t worry op. Tijdens de opname ging er iets kapot in de mengtafel waardoor de basgitaar flink overstuurd klonk. Men besloot daarop de opname met dit unieke geluid uit te brengen. Een technicus uit die studio besloot een apparaat te ontwikkelen waarmee dit geluid kon worden gereproduceerd. Deze Maestro Fuzz-tone uit 1962 was eerste Fuzzbox ooit. Dit pedaal waarvan er in eerste instantie vijfduizend werden gebouwd werd nauwelijks verkocht, tot Keith Richards hem drie jaar later gebruikte op Satisfaction van The Rolling Stones. In diezelfde tijd werd ook het Beano-album van John Mayall's Bluesbreakers opgenomen waarop Eric Clapton zijn Marshall JTM-45 in oversturing duwde. Ook op "You Really Got Me" van The Kinks was een scheurgeluid te horen maar dit werd bereikt door door een luidspreker met een moedwillig beschadigde conus te spelen. Technisch gezien was dat dus rammelen. Daarna werden overstuurde geluiden gemeengoed in de rockmuziek en werden vele “scheurversterkers” en distortion-pedalen ontwikkeld.
Midden jaren 1970 kwamen werden de eerste hard clipping-pedalen populair en eind jaren 1970 volgden de soft clipping-pedalen.
Tijdens de jaren 70 begon men ook versterkers te ontwikkelen die een steeds strakker en heftiger overstuurd geluid voor hardrock gitaristen mogelijk maakten. Deze ontwikkeling ging tot in de jaren 90 door. Rond de eeuwwisseling, op het hoogtepunt van de Nu-metal rage moesten metalversterkers ook “dieper kunnen grommen” om de laagste snaren van zeven- en achtsnarige gitaren overtuigend te kunnen weergeven. Deze trend was ook op de pedalenmarkt terug te vinden.
Vrijwel alle beroemde elektrische gitaristen en bands gebruiken of gebruikten verscheidene effecten, waaronder distortion in hun muziek. Tot op vandaag de dag is distortion een van de meest gebruikte effecten in de rockmuziek. In bijna elke song van het desbetreffende genre is wel het distortion effect terug te vinden.
Ook in de dance muziek wordt distortion gebruikt. In gabber-hardcore wordt bijvoorbeeld het signaal van platenspelers of sequencers door DJ’s in de voorversterker van hun mengpaneel overstuurd.

## Digitale processoren
Sommige huidige effectpedalen claimen door ingebouwde digitale signaalprocessoren (DSP) de mogelijkheid te hebben om ieder gewenste klankkleur in te stellen. Sinds Line 6 eind jaren 1990 de digital modeling-techniek ontwikkelde zijn er digitale distortion-processors in uiteenlopende kwaliteit verschenen. Er kunnen bestaande klassieke buizengitaarcombo's van bijvoorbeeld Marshall of Fender worden geïmiteerd, maar ook bekende overdrivepedalen.

## Bekende overdrive, distortion en fuzz-pedalen
- Fuzz-Tone
- Vox Tonebender
- Fuzz Face
- Electro Harmonix Big Muff
- Z-Vex Fuzz Factory
- Pro Co RAT
- DOD overdrive 250/MXR Distortion+
- Maxon/Ibanez Tube Screamer
- Boss DS-1 Distortion
- Boss SD-1 SuperOverdrive
- Boss MT-2 MetalZone
- Fulltone OCD
- Fulltone Fulldrive
- Marshall Blues Breaker
- Marshall Guv'nor/Drivemaster
- Klon Centaur
- Analogman King Of Tone
- JHS Morning Glory
- Paul Cochrane Timmy